# 완전 사유권
|                                           |
| 미국의 재산법                             |
| 미국법 시리즈                             |
| 재산 획득                                 |
| 증여 · 취득시효 · 채권양도                |
| 유실물                                    |
| 처분 · 위탁 · 허가                        |
| 재산권                                    |
| 완전 사유권 · 단순부동산권 · 한사부동산권 |
| 생애부동산권 · 조건부 부동산권            |
| 미래권리 · 부동산 공동소유                |
| 부동산임차권 · 연립주택                   |
| 토지권리의 양도 증서                      |
| 선의의 취득자 · 권원등기제도              |
| 양도증서에 의한 금반언 · 권리 포기서      |
| 임대차 · 형평법상 재산권의 이전           |
| 소유권부담제거소송 · 국가귀속             |
| 미래사용 제한                             |
| 양도제한                                  |
| 영구구속금지의 원칙                       |
| 쉘리사건의 원칙                           |
| 상속권원우선원칙                          |
| 비소유 토지권                             |
| 지역권 · 이익                             |
| 토지와 함께 이전하는 약관                 |
| 에퀴티상의 지역권                         |
| 관련 주제                                 |
| 부착물 · 훼손 · 분할                      |
| 용수권                                    |
| 측면‧지하지지권                           |
| 네모닷                                    |
| 미국법의 다른 영역                        |
| 계약법 · 불법행위법                       |
| 유언신탁법                                |
| 형법 · 증거법                             |

완전 사유권(完全私有權, allodial title)는 조세와 정부간섭으로 자유로운 완전한 사유권을 말한다. 이러한 사유권과 양도권이 있는 토지를 완전 사유지(allod, allodium)라고 했다. 본래 중세 봉건시대에 주군의 영향에서 자유로운 토지를 지칭하던 말로, 영주나 가신이 소유하면서도 법적 종주권을 가진 주군에게 세금 등 특정한 의무를 다해야 했던 봉읍(fief)과 구분되었다. 완전 사유권은 현재 드물며 무조건 토지 상속권(fee simple)의 부동산이 영미법 국가에선 대부분이다.

## 같이 보기
- 튜턴족 법